# Mästarnas match
Mästarnas match är en svensk dokumentärfilm från 1959 i regi av Per Gunvall. Filmen kretsar kring matchen mellan Ingemar Johansson och Floyd Patterson på Yankee Stadium i New York den 26 juni 1959.

### Fotnoter
1. ↑  ”Mästarnas match”. Svensk Filmdatabas. http://sfi.se/sv/svensk-filmdatabas/Item/?itemid=4589&type=MOVIE&iv=Basic&ref=/templates/SwedishFilmSearchResult.aspx?id%3d1225%26epslanguage%3dsv%26searchword%3dm%C3%A4starnas+match%26type%3dMovieTitle%26match%3dBegin%26page%3d1%26prom%3dFalse. Läst 14 april 2013.